# Рудненское сельское поселение
Рудненское се́льское поселе́ние — упразднённое сельское поселение в Кавалеровском районе Приморского края.
Административный центр — посёлок Рудный.

## История
Статус и границы городского поселения были установлены Законом Приморского края от 6 декабря 2004 года № 180-КЗ «О Кавалеровском муниципальном районе».
Законом Приморского края от 18 ноября 2011 года № 855-КЗ, Рудненское городское поселение преобразовано в Рудненское сельское поселение.
Законом Приморского края от 05 мая 2015 года № 618-КЗ, Кавалеровское городское поселение, Хрустальненское городское поселение, Горнореченское городское поселение, Высокогорское сельское поселение и Рудненское сельское поселение преобразованы, путём их объединения, в Кавалеровское городское поселение с административным центром в посёлке городского типа Кавалерово.

## Население
| 2008  | 2009  | 2010  | 2011  | 2012  | 2013  | 2014  |
| ----- | ----- | ----- | ----- | ----- | ----- | ----- |
| 2566  | ↗2589 | ↘2373 | ↗2381 | ↘2310 | ↘2295 | ↘2282 |
| 2015  |       |       |       |       |       |       |
| ↗2291 |       |       |       |       |       |       |

## Состав сельского поселения
В состав сельского поселения входит один населённый пункт — посёлок Рудный.

## Местное самоуправление
Администрация
Адрес: 692405, пгт Рудный, ул. Партизанская, 52. Телефон: 8 (42375) 9-87-34
Глава администрации
- Плевако Александр Михайлович